# Nosgrimma

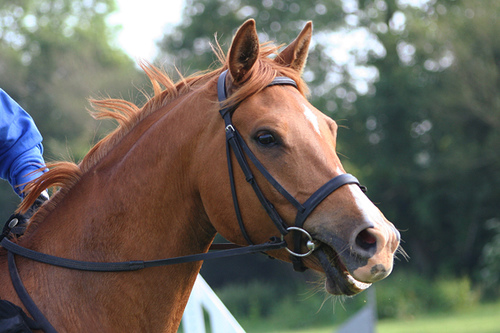
Häst med engelsk nosgrimma

Nosgrimma är ett remtyg som sitter på hästens träns. Nosgrimman är till för att förhindra att hästen springer och gapar eller tar bettet mellan tänderna, men även för att stabilisera bettet och tränset. Nosgrimman ska aldrig spännas hårdare än att man får in två fingrar mellan hästens nosrygg och remmen. Hästen skall med nosgrimma kunna röra bettet, samt tugga och dricka. 

## Typer av nosgrimma
Det finns olika sorters nosgrimmor med olika funktioner och utseende:

### Engelsk nosgrimma
Den engelska nosgrimman kallas även ”cavesson” eller ”hunt bridle” och sägs ge störst rörelsefrihet åt hästens mun och består av en enda nosrem om spänns innanför sidostyckena, ca 1–2 cm nedanför kindbenet, alltså ovanför bettet. Denna nosgrimma som ursprungligen kommer från Frankrike är en av de vanligaste nosgrimmorna. 
Denna nosgrimma fungerar mer som prydnad än som stöd till bettet. Aachen- eller grandstandnosgrimma är en effektivare variant av en engelsk nosgrimma som även har ett fäste under hakan och denna förbättrar inverkan på bettet från ryttaren.

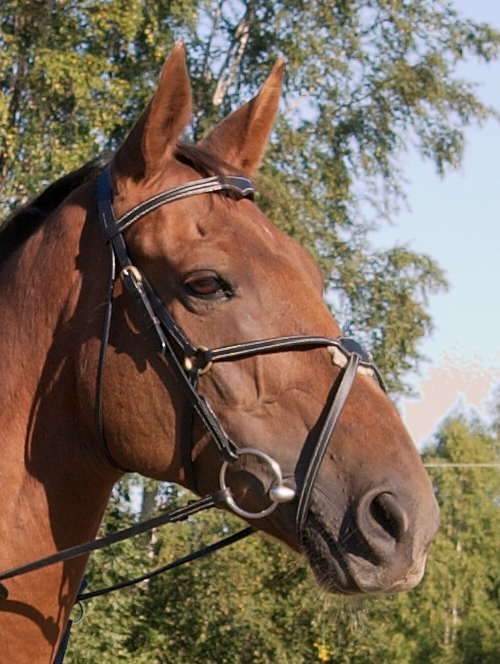
Mexikansk nosgrimma, även kallad pullarnosgrimma.

### Mexikansk nosgrimma/pullarnosgrimma
Den mexikanska nosgrimman, som oftast är mer känd under namnet pullarnosgrimma ligger som ett kors över nosryggen och ger något större rörelsefrihet åt hästens käkar. Den mexikanska grimmatypen passar bra till starka hästar som gärna vill ta bettet. Övre remmen ligger ovanför bettet och den undre remmen under bettet. Denna typ av nosgrimma är mycket lättare att anpassa uppåt eller neråt på hästens nosrygg så att man kan lägga trycket högre upp på hästar som sänker huvudet eller längre ner om hästen gapar, vill ta bettet eller går med höglyft huvud. Trycket på nosen ska komma direkt från krysset som bildas av de korsade remmarna. 
Det svenska namnet pullarnosgrimma kommer ifrån att den förhindrar att hästen pullar, det vill säga tar bettet mellan tänderna och drar iväg.

### Hannoveransk nosgrimma/remontnosgrimma
Denna grimma håller kvar bettet i munnen och hindrar alltså hästen från att öppna munnen för mycket, korsa käkarna och ta bettet. Denna nosgrimma har bara en rem som bör ligga ca 10 cm över näsborrarna och sitta fast nedanför bettet i hakgropen. Remontgrimman omsluter nosen och korsar hästens mungipor. Bettet ska stabiliseras och inverkar mer jämnt över hela hästens mun. Trycket från ryttarens tygeltag hamnar då ganska långt ner på hästens nos, vilket gör att hästen söker huvudet neråt.  

### Aachennosgrimma

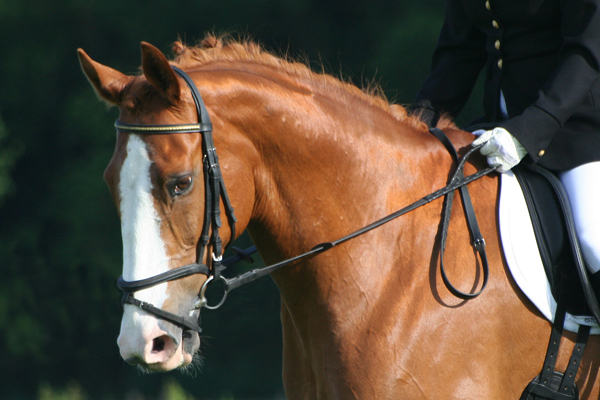
Aachen-nosgrimma

Aachennosgrimman har samma konstruktion som en engelsk nosgrimma men har även en undre rem. Aachengrimman kombinerar den engelska nosgrimman med den hannoveranska grimman. Denna nosgrimma motverkar att hästen rör käkarna i sidled. Nostrycket är fortfarande större högre upp via den övre remmen (den engelska).

### Kinetongrimma
Kinetongrimma är inte så vanlig. Den är inte till för att hindra hästen från att ta bettet eller att gapa, men när man tar i tyglarna läggs ett stort tryck på nosryggen. Denna nosgrimma uppkom först inom galoppsporten för hästar som kunde bli svåra att kontrollera när de fick springa. Kinetonnosgrimman har en metallkedja som löper under bettet och en läderrem som ligger strax nedanför bettet, men denna rem går inte helt runt nosen. Kinetonnosgrimman bör inte användas med hjälptyglar. Kinetonnosgrimman är vanligast inom fälttävlan och är mycket effektiva för hästar som gärna drar iväg med sin ryttare. Kinetonnosgrimman kan också fungera under träning av unghästar och vänjer hästen vid bettet på ett mildare sätt då trycket inte ligger på bettet utan på nosryggen. 

### Australisk ganaschgrimma
Denna grimma kallas även "cheeker" och är vanligast inom galoppsporten. Grimman har en Y-formad rem av gummi med två ringar i de två mindre ändarna. Remmen fästs i mitten av tränset och löper sedan i mitten av ansiktet och delar sig sedan längs varsin sida av hästens huvud. Gummiringarna fästs sedan i vardera bettringarna. Den håller bettet uppe i munnen, förhindrar att bettet åker in eller ut genom hästens mungipor och hindrar även hästen att lägga tungan över bettet.

### Kapson/longeringsnosgrimma
Kapsonnosgrimman har tre ringar på utsidan av nosremmen, en mitt fram och två på vardera sida. Denna används främst vid longering eller markarbete och ringarna är till för att fästa longerlingslinan och eventuellt inspänningstyglar eller andra hjälptyglar. Kapson ger en bättre kontroll över hästen från marken och är relativt skonsam mot hästen. 

### Serreta/dubbad nosgrimma
Serretan är en mycket skarp nosgrimma, oftast gjord av metall med ringar på utsidan av bandet för att fästa exempelvis hjälptyglar eller grimskaft. Ibland har serretan dubbar på insidan av nosremmen som förstärker trycket på hästens nos. Denna nosgrimma är förbjuden i de flesta länder men används ibland i bland annat Spanien, Portugal och Ungern under träning. 
En aning mildare variant är den dubbade nosgrimman som består av en rem som den engelska nosgrimman, men på undersidan mot hästens hud finns liknande dubbar som hos serretan. Detta ger ett kraftigt koncentrerat tryck mot hästens nosrygg och denna nosgrimma är också förbjuden i de flesta länder.